# Centaurea janeri
Centaurea janeri — вид квіткових рослин айстрових (Asteraceae). Ендемік західно-центральної Іспанії.

## Середовище
Населяє кам'янисті місцевості.

## Морфологічна характеристика
Це багаторічник 5–10 см заввишки. Стебла відсутні. Листки лінійно-ланцетні, цілокраї. Квіткова голова поодинока, сидяча, оточена верхніми листками. Обгортка довгаста. Квітки рожево-фіолетові. Період цвітіння: літо.